# Federación Marfileña de Fútbol
La Federación Marfileña de Fútbol (en francés: Fédération ivoirienne de football) es el órgano rector del fútbol en Costa de Marfil, con sede en Abiyán. Fue fundada en 1960 y desde 1961 está afiliada a la Confederación Africana de Fútbol y a la FIFA. 
Se encarga de la organización de la liga, así como los partidos de la Selección de fútbol de Costa de Marfil en sus distintas categorías.